# کارکس آبروپتا
کارکس آبروپتا (نام علمی: Carex abrupta) نام یک گونه از سرده جگن است.